# ウェリントンの勝利
「ウェリントンの勝利またはビトリアの戦い」作品91（ウェリントンのしょうりまたはビトリアのたたかい さくひん91、ドイツ語: Wellingtons Sieg oder die Schlacht bei Vittoria, op. 91）は、ルートヴィヒ・ヴァン・ベートーヴェンの管弦楽曲である。

## 解説
本作は1813年6月21日、スペインにおけるビトリアの戦いで初代ウェリントン侯爵アーサー・ウェルズリー率いるイギリス軍がフランス軍に勝利したことを受けて、ウェリントン侯を讃える曲としてベートーヴェンが作曲したものである。この曲は2つのパートで構成される。前半はビトリアの戦いを再現したもので、左右からそれぞれの行進ドラムと進軍ラッパに続いてイギリス軍を表す「ルール・ブリタニア」とフランス軍を表すフランス民謡「マールボロ将軍は戦争に行く（マールボロ行進曲）」"Malbrough s'en va-t-en guerre"が現れ、激しくぶつかり合い、やがてフランス軍が撤退していく（短調にアレンジされたマールボロ行進曲）。後半はイギリス軍の勝利を祝う華々しい凱歌（イギリス国歌の変形、原型も顔を出す）となっている。演奏時間は約15分である。
本作はしばしば「戦争交響曲」と呼ばれる。交響曲と名づけられてはいるが、ベートーヴェンの9つの交響曲には含まれていない番外の作品である。オーケストラによるソナタとしての交響曲の概念に含まれるものではなく、むしろ描写音楽的であり交響詩の先駆的楽曲と考えられる（ベートーヴェンの時代には「交響詩」という形式名は存在しなかった）。初演当初は熱狂的歓迎で受け入れられた作品であり、また火器の使用といった先進的な試みも見られることから、ベートーヴェンの音楽の変遷や受容を考察する上でも興味深い作品のひとつといえる。しかし当初の目新しさも、初演から200年経た現在では完全に色あせている。現在ではベートーヴェンの全作品の中で取り立てて存在感はないうえ、完全再現には火器が必要なこともあり、作曲者の多くの楽曲のなかで演奏機会も特に少なくなっている。交響曲全集・管弦楽曲全集などと銘打たれたCDにさえほとんど収録されていないのが現状である。同様の趣向のチャイコフスキーの序曲『1812年』が野外コンサートやCDなどで比較的取り上げられる機会も多いのとは対照的である。このような状況ではあるが、指揮者ロリン・マゼールが2度にわたって録音（ウィーン・フィルハーモニー管弦楽団、バイエルン放送交響楽団といった名門オーケストラと）していることは注目される。また、カラヤン、ドラティ、シェルヘンなどの著名指揮者もレコーディングを残している。

## 初演
1813年12月8日ウィーンにて、ベートーヴェン自身の指揮で初演。この演奏会はハナウの戦いで負傷した兵士のための慈善活動の一環とした演奏会であり、フンメル、シュポーア、モシェレス、サリエリらも演奏に参加した（サリエリは大砲を表す大太鼓隊の指揮を執った）。初演は大成功を収め、この曲はたちまちベートーヴェンの人気曲となった。また、同じ演奏会で交響曲第7番も初演されている。
それから10年を経て、ウィーンの聴衆に失望したベートーヴェンがベルリンで開こうとしていた交響曲第9番の初演を、ウィーンで開催するよう文化人たちが連名で作成した嘆願書にも、「『ウェリントンの勝利』の栄光を今一度」という文言が含まれているほどで、当時の本作の人気の凄まじさが窺える。
日本国内の場合、火縄銃の射撃音が織り込まれた原楽譜にならって実際の火器を使う形式で初めて演奏されたのは、2007年10月20日、東京都練馬区大泉学園町の陸上自衛隊朝霞訓練場においての、陸上自衛隊東部方面音楽隊他によるものである
。

使用された火器は、作曲当時の射撃音に近いとされる特別儀仗隊が使用する旧式のライフル（M1ガーランド）である。但し、この演奏会ではオーケストラではなく吹奏楽編成で演奏された。

## 作曲の経緯
当初は管弦楽曲としてではなく、パンハルモニコンのための曲として作曲された。パンハルモニコンとは、当時の軍楽隊のさまざまな楽器の音色を出せる自動演奏楽器であり、メトロノームの発明者として知られるヨハン・ネポムク・メルツェルがその頃発明した。ウェリントンの勝利も、彼の委嘱により作曲されたのである。
1813年の8月から9月にかけてスケッチされ、10月の第1週に完成された。
初演後、ベートーヴェンとメルツェルとの間に著作権トラブルが発生したが、1817年にはベートーヴェンの勝訴に帰し、この曲はのちのイギリス国王ジョージ4世（当時ジョージ3世の摂政）に献呈された。

## 編成
ピッコロ1、フルート2、オーボエ2、クラリネット2、ファゴット2、コントラファゴット1、ホルン4、トランペット6、トロンボーン3、ティンパニ、シンバル、トライアングル、スネアドラム、ラチェットまたはマスケット銃（なるべく多数）、バスドラムまたは大砲2以上、弦五部（第1ヴァイオリン、第2ヴァイオリン、ヴィオラ、チェロ、コントラバス）
ベートーヴェンの全作品において最大級の管弦楽であり、管弦楽編成だけを見れば交響曲第9番をも凌いでいる。